# Ден, Гюнтер Карл
Гюнтер Карл Ден (нем. Günther Carl Dehn; 18 апреля 1882, Шверин, Германская империя, — 17 марта 1970, Бонн, ФРГ) — немецкий протестантский пастор, профессор прикладного богословия.

## Биография

### Учеба и начало служения
Родителями Дена были почтовый инспектор Карл Ден и Катинка Ден (урождённая Гросс). Из-за переводов Карла Дена по службе семье приходилось неоднократно переезжать с места на место. В 1887 году она оказалась в Берлине, где Гюнтер пошёл в начальную школу. С 1890 года он учился в гимназиях Кёслина (Померания) и Констанца, где 25 июля 1900 года получил аттестат зрелости. В том же году он начал изучать в Берлине германистику, историю и философию. Проучившись один семестр, он переехал в Галле, где учился ещё два семестра. После прочтения Нового Завета Ден, считавший себя гуманистом, пришёл к христианству. В 1902 году он переехал в Бонн и начал изучать протестантское богословие, чтобы стать пастором. После первого экзамена по богословию в 1906 году Ден был назначен викарием школы в Бойценбургер-Ланд. Сдав второй экзамен в 1908 году, Ден стал помощником проповедника кафедрального собора и до осени 1911 года был инспектором берлинского семинара для проповедников «Domkandidatenstift».

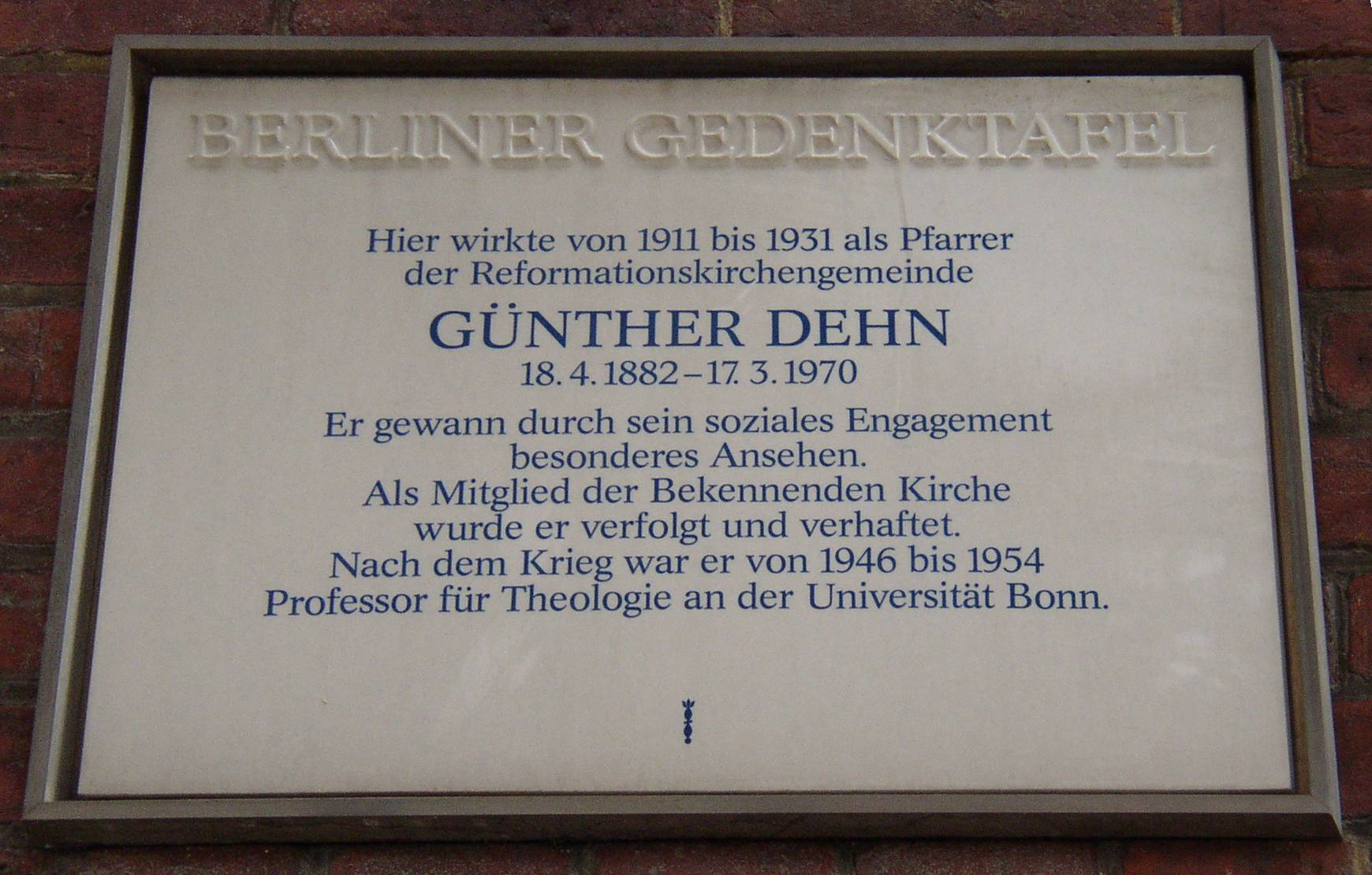
Мемориальная доска на здании Реформаторской церкви

В октябре того же года он получил место пастора в Реформаторской церкви, расположенной в берлинском районе Моабит. Число прихожан этой церкви составляло около 10000, и большинство из них являлись рабочими, живущими на уровне прожиточного минимума. Ден старался доносить христианское слово до рабочих, учитывая при этом их каждодневные проблемы. Особое внимание он оказывал рабочей молодёжи крупных городов. В 1912—1923 годах Ден выпустил множество статей, в которых рассказал о полученном опыте, а в 1929 году обобщил свои наблюдения в книге «Proletarische Jugend».
В августе 1915 года Ден женился на Луизе Лахузен, дочери берлинского генерального суперинтендента Фридриха Лахузена. В 1918 году он находился в плену в лагерях близ Арнема и Хаттема.

### Христианин и социалист
После Ноябрьской революции Ден увидел в религиозном социализме Кристофа Блумхардта, Германа Куттера и Леонгарда Рагаца возможность ликвидировать традиционный разрыв между церковью и пролетариатом. С этой целью он основал в 1919 году «Социалистический союз друзей церкви», в декабре того же года объединившийся с союзом «Новая церковь» шарлоттенбургского пастора Карла Августа Анера в Союз религиозных социалистов Германии (СРСГ). Ден отказался войти в руководство нового союза и стал его рядовым членом.
В 1920 году он вступил в Социал-демократическую партию Германии, но в 1922 году вышел оттуда, так как его деятельность по приобщению рабочих к церкви не нашла отклика в СДПГ. Тем не менее он желал участвовать в социальной революции и показать рабочим, что понимает их. Он по-прежнему был связан с религиозными социалистами и в 1922 году выступил на их многолюдном собрании в Берлине, а в 1924 году сделал доклад на конгрессе в Меерсбурге.
В 1923 году генеральный суперинтендент Курмарка Отто Дибелиус основал берлинский религиозно-педагогический институт, в котором учителя народных школ в течение полугода учились на вечерних курсах повышения квалификации христианских воспитателей, проводя занятия с конфирмующимися. Он попросил Дена поработать там инструктором, и Ден пробыл в институте год.
В том же 1923 году Ден взял на себя руководство берлинской группой основанного после войны Эберхардом Арнольдом и Гульдой Диль кооперативного движения «Neuwerk», пытавшегося осуществить принципы Нагорной проповеди Иисуса и имущественную общность в совместной жизни своих членов. Каждую среду вечером группа собиралась в квартире Дена на три часа, где поочередно читала Библию и обсуждала актуальные политические, социальные, литературные и церковные вопросы. Она состояла большей частью из женщин 20-30 лет, многого добившихся в качестве молодёжных лидеров, работниц социального обеспечения и учительниц. Среди участников-мужчин были студенты, изучающие богословие, филологию и политику, а также банковские служащие и работники социального обеспечения. Члены группы происходили в основном из религиозных семей и, получив негативный опыт общения с церковью, относились к ней критично. Ден работал с группой до 1931 года.
31 июля 1926 года евангелистско-богословский факультет Вестфальского университета имени Вильгельма в Мюнстере присудил Дену степень почетного доктора за его практико-богословскую работу с молодёжью. Тем самым Ден получил право преподавания в вузах.

### «Дело Дена»: изгнание из высшей школы
6 ноября 1928 года Ден выступил в общинном доме церкви святого Ульриха в Магдебурге с речью «Церковь и примирение народов», в которой признал право на оборонительную войну и отказ от военной службы по идейным соображениям. Но кульминацией его выступления стало следующее высказывание:
Вполне привычно, что церковь говорит о смерти за отечество словами из Библии: „Нет больше той любви, как если кто положит душу свою за друзей своих“. Мы желаем, чтобы подобная смерть сохраняла свои достоинство и величие; но мы не меньше этого желаем сказать правду. В подобных случаях обычно отбрасывается то, что убитый сам стремился убивать. Поэтому их невозможно ставить рядом с другими христианами, ставшими жертвой убийства.
В связи с этим стоит обдумать вопрос о правомерности возведения в церквях памятников павшим. Или мы должны отказаться от гражданского общества?
Эти слова вызвали бурю возмущения, продолжавшуюся несколько месяцев и перекинувшуюся за пределы общины. Речь Дена стала повсеместно рассматриваться как приравнивание солдат к убийцам, недостойным оказания им христианских почестей в церквях. Ден получил множество ненавидящих и угрожающих писем. Немецкая национальная народная партия Магдебург-Анхальта осудила Дена в прессе, развязав тем самым его общегерманскую травлю. В связи с продолжающимися протестами общественных организаций Ден был вызван в Берлин для дачи объяснений консистории и через шесть месяцев после этого получил выговор за «причинение вреда общим интересам церкви». Его попросили впредь вести себя благоразумно, при этом не коснувшись содержания его речи.
С этого момента Ден стал повсеместно известен в Германии как «красный пастор». Он пытался занять место пастора в провинции или тюремного священника, но ни одна община не согласилась принять его. Тем большей неожиданностью стало для него последовавшее в 1930 году приглашение Гейдельбергского университета на должность профессора прикладного богословия. Но прежде, чем он смог приступить к работе, ответственный редактор журнала «Eisernen Blätter» Готтфрид Трауб напомнил общественности о «деле Дена». В связи с этим духовенство епархии в Карлсруэ выступило против назначения Дена «вплоть до прояснения данного вопроса».
Тем временем Ден получил предложение от прусского министра по делам культов Гримме вести курс прикладного богословия в Галле. Однако Ден все ещё надеялся на место в Гейдельберге и попросил тамошнего декана, чтобы перед появлением в университете преподаватели богословского факультета выразили ему доверие в свете возобновленных обвинений. Это было сделано, но кандидатура Дена была отвергнута шестью голосами против одного.
Сразу после получения отказа из Гейдельберга Ден телеграфировал Гримме о своем согласии на преподавание в Галле и отправился туда. Студенты факультета, входившие в Национал-социалистический союз студентов Германии и услышавшие о его возможном назначении, начали под руководством Иоахима Мруговского распространять листовки, направленные против Дена. Факультет пообещал Дену защиту от возможных студенческих нападок и предоставил ему отпуск на год для подготовки к новой деятельности. За это время кампания против него в университете усилилась. В июне 1933 года Ден, проводивший отпуск в Англии, узнал из газеты, что факультет отказал ему в предоставлении курса. Он также узнал от жены, что среди книг, сожженных 10 мая, была и его книга «Proletarische Jugend».

### Нелегальный наставник пасторов в Третьем рейхе
Несмотря на эти события, Ден с женой вернулись в Германию и поселились в берлинском районе Берлин-Шёнеберг. Ему было разрешено служить там помощником проповедника, и служба эта продлилась девять месяцев. Пастор мемориальной церкви кайзера Вильгельма, друг Дена Герхард Якоби, также возглавлявший берлинское отделение Исповедующей церкви (ИЦ), предложил Дену стать консультантом ИЦ по вопросам богословия, на что тот согласился и стал руководить повышением богословской квалификации берлинских пасторов, принадлежащих к ИЦ. В августе 1937 года распоряжением Гиммлера ИЦ было запрещено заниматься педагогической деятельностью, и с этого момента обучение стало вестись нелегально.
В начале мая 1941 года гестапо провело обыск у суперинтендента Мартина Альберца, во время которого изъяло все документы, касающиеся подпольного обучения в берлинской ИЦ. 9 мая Ден был арестован и приговорен к году тюремного заключения, которое отбывал в различных берлинских тюрьмах. Сразу после освобождения 8 мая 1942 года он был арестован вновь и выпущен только 3 июля.
Затем Ден лечился в тюбингенском санатории, а осенью 1942 года был призван на военную службу и направлен пастором в Равенсбург. Позднее он говорил: «Это был первый раз в моей жизни, когда я был для общины охотно встречаемым, желанным и уважаемым пастором».

### Прикладное богословие
В 1946—1954 годах Ден преподавал в Бонне прикладное богословие в качестве профессора.
В 1952 году он был награждён Офицерским крестом ордена «За заслуги перед Федеративной Республикой Германия».
В 1962 году Ден заявил:
Мои труды во имя пролетариата оказались тщетными. Проблема „Церковь и рабочий класс“ остается нерешенной по сей день; так каким же образом она могла быть решена тогда! Моя радостная вера в победу евангельского слова в современном индустриальном мире медленно угасла и в конце концов обратилась в разочарованность.

## Избранные сочинения
- Die religiöse Gedankenwelt der Proletarienjugend in Selbstzeugnissen dargestellt. — Berlin: Furche-Verlag, 1923.
- Der Gottessohn. Eine Einführung in das Evangelium des Markus. — Berlin, 1929.
- Proletarische Jugend. — Berlin: Furche-Verlag, 1929.
- Kirche und Völkerversöhnung. Dokumente zum Halleschen Universitätskonflikt. Mit einem Nachwort von Günther Dehn, 1931.
- Meine Zeit steht in Deinen Haenden. Biblische Meditationen fuer alle Sonn- und Feiertage des Kirchenjahres. — Berlin: Furche, 1937.
- Die zehn Gebote Gottes — Nach Luthers kleinem Katechismus für Kinder erzählt. — Göttingen, 1939.
- Bleibe bei uns, Herr: Biblische Meditationen für die Sonn- und Festtage des Kirchenjahres. — Hamburg: Furche, 1959.